# Mutisia clematis
Mutisia clematis conocida con el nombre común de clavellino es una especie de la familia Asteraceae. Es endémica de Colombia.

## Taxonomía
Mutisia clematis fue descrita por Carl von Linnaeus y publicada en Supplementum Plantarum 373. 1781.
Etimología
Mutisia: nombre genérico otorgado en honor de José Celestino Mutis (1732, 1808) botánico español.
clematis: proviene del griego antiguo ˈklɛmətɨs2 (klématis) "planta que trepa".

## Descripción
Es una hierba trepadora. Hojas compuestas alternas, verde por la haz, envés blancuzco. Presenta zarcillos verde claro. Flores liguladas rosa intenso, flores tubuladas amarillas.
Habita en los bosques andinos y también en relictos de vegetación secundaria baja y bosque ripario intervenido.